# Zer06 - Zer09
Zer06 - Zer09 è una raccolta del rapper italiano Raige, pubblicata il 25 dicembre 2011 dalla The Saifam Group.

## Tracce
1. Un giorno in meno – 3:35
2. Dove capita – 3:39
3. Il posto giusto – 3:18
4. Di che parlo (feat. Rayden, Ensi) – 3:47
5. Prendo tutto – 3:50
6. Sempre qui (feat. Ensi) – 3:31
7. Ci sarà – 4:17
8. Re del niente (feat. Gloria) – 3:54
9. Suonami boss – 4:07
10. Salvezza (feat. Tormento) – 3:44
11. Rock 'n' roll – 3:18
12. Una volta e per sempre (feat. Rayden, Ensi) – 3:59
13. Signore e signori – 3:57
14. Intro – 1:21
15. A mani nude (feat. Rayden, Ensi) – 3:42
16. EP Hours – 3:52
17. L'amore che dai (Ritorna) – 3:42
18. 7 passi dalla Luna – 3:15
19. Ancora – 4:52
20. Ci sarà (Remix) – 4:00
21. L'unica (Remix) – 3:41